# Markus Schwendemann

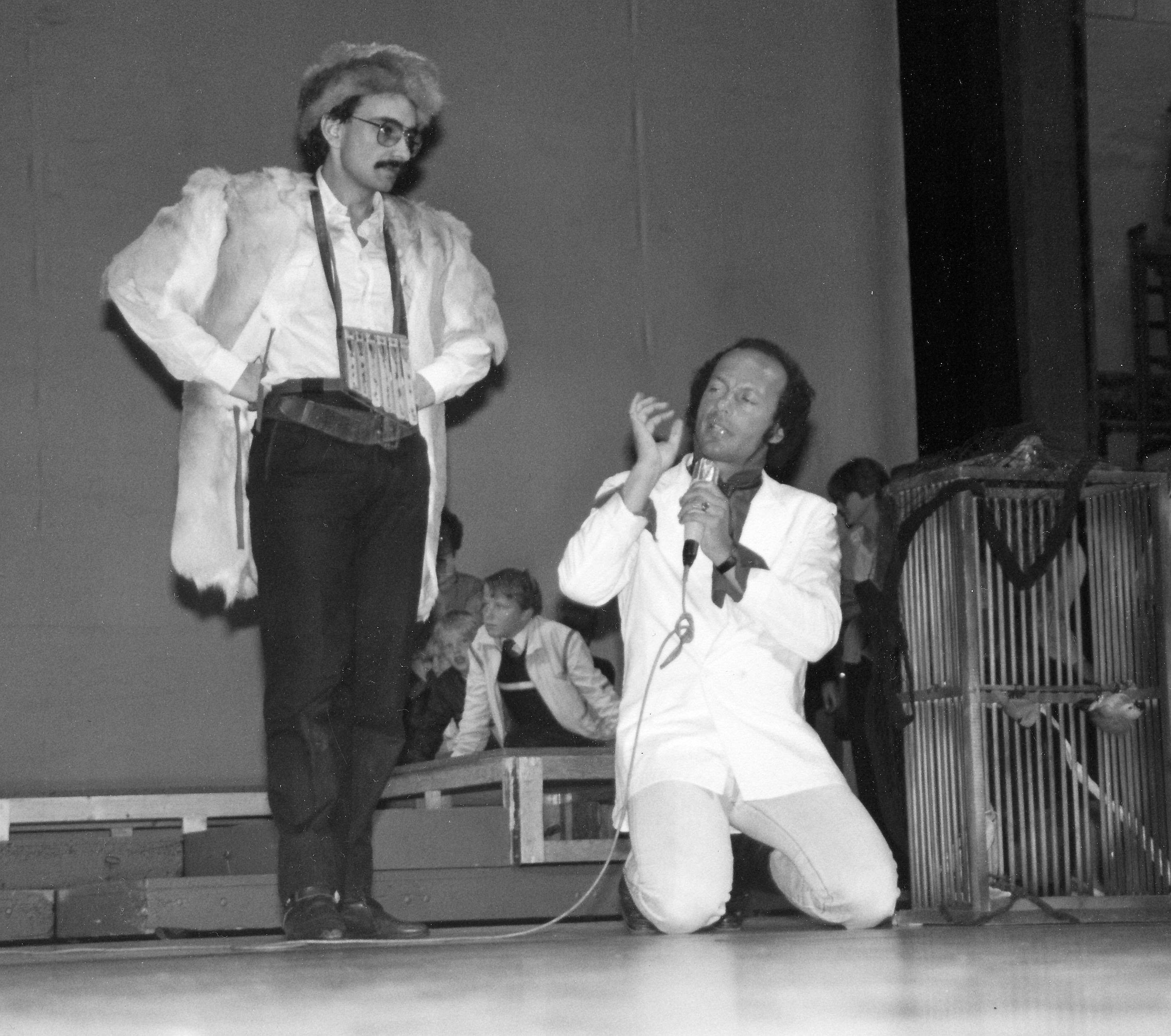
Schwendemann um 1986/87 als Papageno (Mozart: Die Zauberflöte) während einer öffentlichen Probe zusammen mit Peter Grisebach, seinerzeit Oberspielleiter des Musiktheaters am Stadttheater Bremerhaven.

Markus Schwendemann (* 28. Januar 1957 in Singen, Baden-Württemberg; † 11. November 1994 in Gießen) war ein deutscher Opern- und Konzertsänger (Bassbariton).

## Leben
Im Alter von zehn Jahren wurde Markus Schwendemann Mitglied einer Knabenschola in Gießen, wohin seine Eltern 1959 übersiedelt waren. Zwei Jahre darauf trat er als Erster Soloknabe bereits mit ersten solistischen Partien in Kantaten von Johann Sebastian Bach öffentlich auf. Nach dem Stimmbruch sang er als Tenor im Chor, bevor ihn eine Aufführung von Albert Lortzings Zar und Zimmermann für die (komische) Oper und für die komische Rolle wie auch die Bassstimme des Bürgermeisters van Bett begeisterte. Von seiner Klavierlehrerin und seinem Musiklehrer gefördert, trat er mit siebzehn Jahren in einer Schüleraufführung von Wolfgang Amadeus Mozarts Singspiel Bastien und Bastienne erfolgreich auf. Noch vor seinem Abitur erhielt er Gesangsunterricht von Hannah Ludwig-Willwacher, die ihn auch auf die Aufnahmeprüfung an der Musikhochschule Freiburg vorbereitete. Die Mitwirkung in Giovanni Battista Pergolesis Intermezzo La serva padrona und Carl Ditters von Dittersdorfs komischer Oper Doktor und Apotheker hatten Schwendemann mittlerweile weitere frühe Bühnenerfahrungen vermitteln können.
In Freiburg studierte er ab 1979 bei der spanischen Professorin Maria Oran (Gesang), bei Martin Markun, dem damaligen Oberspielleiter der Oper am Theater Basel (Dramatischer Unterricht), sowie bei den Professoren Markus Lehmann und Gustav Neidlinger (Interpretations- und Rollenstudium). Bereits während seines Studiums trat Schwendemann in musikalischen Bühnenproduktionen des Städtebundtheaters Biel Solothurn auf, wo er in zwei Spielzeiten an jeweils drei Produktionen mitwirkte. Daneben trat er auch als Solist in etlichen Konzerten in Erscheinung, zum Beispiel 1980 mit der Basspartie in Georg Friedrich Händels Oratorium Der Messias (mit dem Sinfonieorchester des Südwestfunks), 1982 mit der Titelpartie von Felix Mendelssohns Oratorium Elias, der Basspartie in Joseph Haydns Nelson-Messe (beide mit dem Bodensee-Symphonie-Orchester), Ludwig van Beethovens C-Dur-Messe (mit dem Radio-Sinfonie-Orchester Frankfurt im Rahmen der Bad Hersfelder Festspiele) und dessen musikalischem Festspiel Die Ruinen von Athen (mit dem gleichen Orchester), 1983 in Leoš Janáčeks Glagolitischer Messe (mit der Jungen Deutschen Philharmonie in der Alten Oper in Frankfurt).
Nach Abschluss seiner Ausbildung wurde er 1983 dann am Stadttheater Bremerhaven als Spielbass engagiert, wo er bereits in seiner ersten Spielzeit acht Premieren und 149 Vorstellungen absolvierte und dann bei fast jeder Produktion mit auf der Bühne stand. Von dort aus führten ihn Gastspiele auch regelmäßig nach Braunschweig, Detmold oder Krefeld/Mönchengladbach. Außerdem gastierte er regelmäßig bei den Freilichtspielen in Tecklenburg und ab 1989 auch bei den Eutiner Festspielen. Neben seiner Tätigkeit auf der Bremerhavener Opern- und Operettenbühne wirkte er weiterhin auch als Oratorien- und Konzertsänger; bedeutende konzertante Kompositionen wie Johann Sebastian Bachs oratorische Passionen, Wolfgang Amadeus Mozarts Messen oder Gioachino Rossinis Stabat mater waren unter anderem in seinem reichhaltigen Repertoire.
Am Stadttheater Bremerhaven feierte Schwendemann großen Erfolg als Mozartsänger (mit der Titelpartie in Figaros Hochzeit ebenso, wie als Papageno in der Zauberflöte), mit italienischem Repertoire von Pergolesi über Rossini und Giuseppe Verdi bis hin zu Giacomo Puccini ebenso, wie mit der deutschen Spieloper. Die Travestierolle der Mamma Agata in Gaetano Donizettis Opera buffa Viva la Mamma! war ebenso eine seiner Paraderollen, wie die oftmals komischen Basspartien in Albert Lortzings komischen Spielopern Der Wildschütz (Schulmeister Baculus) oder Der Waffenschmied (Ritter Adelhof). Als Musical- und Operettenbass war er nicht weniger engagiert und in gleichem Maße beliebt – zu Zeiten, als die Gattung der Operette noch einen wesentlichen Bereich des Spielplans in Bremerhaven (wie auch an den meisten der kleinen und mittelgroßen deutschen Theatern) ausmachte. Schwendemann war als ehemaliger jugendlicher Turniertänzer (einzeln und in Formation in lateinamerikanischen Tänzen) auch für die von Operette und komischer Oper geforderte spritzige Bühnendarstellung prädestiniert. Der Theophil in Paul Linckes „burlesk-phantastischer Ausstattungsoperette“ Frau Luna, der reiche Schweinezüchter Kálmán Zsupán in Johann Strauß‘ Operette Der Zigeunerbaron oder Oberst Ollendorf in Carl Millöckers Bettelstudent zählten dabei ganz zweifellos ebenfalls zu seinen Paraderollen – mit Gewissheit die Frucht der Ausbildung durch seinen Lehrer Gustav Neidlinger, der seinerzeit (neben seinen großen Wagner-Partien) gleichfalls in ebendiesen Rollen gefeiert worden war.
Neben seiner Festanstellung als Sänger und Darsteller engagierte sich der Künstler auch für die Theaterregie; mehrere Festliche Operngalas wurden so unter seiner Ägide auf der Bühne des Bremerhavener Großen Hauses organisiert und inszeniert. Er unterrichtete auch als Gesangslehrer. 1991 wechselte Schwendemann als Spielbass und Mitarbeiter im Künstlerischen Betriebsbüro an das Theater Trier. 1994 verstarb er nach schwerer Krankheit in seiner Heimatstadt Gießen.